# 周瑊
周瑊（?—?）。山東萊陽縣（今煙台萊陽市）人，清朝官員。
周瑊為周世求曾孫，乾隆二十一年（1756年）丙子科舉人，乾隆二十六年（1761年）中式辛巳恩科進士，曾任浙江壽昌縣知縣。
子周虎彝為乾隆乙卯進士，孫周坊為道光丁未進士。